# Ashley Boettcher
 Ashley Boettcher  (* 3. September 2000 in Texas) ist eine US-amerikanische Schauspielerin und Synchronsprecherin. Größere Bekanntheit erlangte sie durch die Amazon-Studios-Original-Serie Gortimer Gibbon – Mein Leben in der Normal Street.

## Karriere
Ashley Boettcher gab ihr Schauspieldebüt im Jahr 2005 in einer Episode der US-Fernsehserie Prison Break und 2006 in der Serie Las Vegas. Im Jahr 2009 spielte sie in Die Noobs – Klein aber gemein die Rolle der Hannah Pearson. 2011 folgten Auftritte in Judy Moody und der voll coole Sommer, in der Fernsehserie Shake It Up – Tanzen ist alles sowie in dem Fernsehfilm Partners. Zudem war sie 2013 im Fernsehfilm Aliens in the House sowie 2014 in einer Episode der US-Sitcom About a Boy zu sehen. Des Weiteren übernahm sie 2014 in einer Episode der US-amerikanischen Fantasy-Zeichentrickserie Die Legende von Korra eine Sprechrolle. Von 2014 bis 2016 war sie in der Amazon-Serie Gortimer Gibbon – Mein Leben in der Normal Street als Mel Fuller zu sehen.

## Filmografie (Auswahl)

### Filme
- 2009: Die Noobs – Klein aber gemein (Aliens in the Attic)
- 2010: Für immer Shrek (Shrek Forever After, Sprechrolle)
- 2011: Judy Moody und der voll coole Sommer (Judy Moody and the Not Bummer Summer)
- 2011: Partners
- 2012: Ernest & Célestine (Sprechrolle)
- 2012: Beverly Hills Chihuahua 3 (Beverly Hills Chihuahua 3: Viva La Fiesta, Sprechrolle)
- 2013: Aliens in the House (Fernsehfilm)

### Serien
- 2005: Prison Break (Episode 1x02)
- 2006: Las Vegas (Episode 4x08)
- 2011: Shake It Up – Tanzen ist alles (Shake It Up, Episode 2x10)
- 2014: About a Boy (Episode 1x09)
- 2014: Die Legende von Korra (The Legend of Korra, Episode 2x02, Stimme)
- 2014–2016: Gortimer Gibbon – Mein Leben in der Normal Street (Gortimer Gibbon’s Life on Normal Street, 39 Episoden)
- 2016–2018: Lost in Oz (Fernsehserie, 26 Episoden, Stimme)
- 2020: Outmatched (Fernsehserie, 10 Episoden)
- 2020: Just Add Magic: Mystery City

## Auszeichnungen
| Jahr | Award              | Kategorie | Ergebnis |
| ---- | ------------------ | --- | -------- |
| 2012 | Young Artist Award | Beste Besetzung in einem Spielfilm – Junges Ensemble (zusammen mit Jordana Beatty, Preston Bailey, Parris Mosteller, Garrett Ryan, Cameron Boyce, Taylar Hender, Jackson Odell) | Gewonnen |